# Themerastis
Themerastis is een geslacht van vlinders van de familie tandvlinders (Notodontidae), uit de onderfamilie Thaumetopoeinae.

## Soorten
- T. amalopa Turner, 1904
- T. celaena Turner, 1903